# 托爾斯泰家族
托爾斯泰家族（俄语：Толстой）是一個突出的俄羅斯貴族家庭，起源於安德烈·托爾斯泰，他曾侍奉莫斯科的瓦西里二世。托爾斯泰家族為俄羅斯帝國的上流社會，都在俄羅斯的政治、軍事歷史，文學，美術留下了許多的影響。

## 成員
- 阿列克谢·康斯坦丁诺维奇·托尔斯泰
- 列夫·托爾斯泰
- 阿列克谢·尼古拉耶维奇·托尔斯泰
- 费多尔·伊万诺维奇·托尔斯泰